# Council House 2
Het Council House 2, ook bekend als CH2, is een kantoorgebouw in Melbourne, dat bewoond wordt door de gemeente Melbourne. Het gebouw staat in de Little Collins Street, naast de Melbourne Town Hall en werd in augustus 2006 geopend.
Het gebouw is de eerste in Australië die de hoogste Green Star-status heeft verworven. Het gebouw bestaat uit natuurlijke en gerecyclede materialen.